# HD 79940
HD 79940 är en ensam stjärna belägen i den norra delen av stjärnbilden Seglet och som också har Bayer-beteckningen k Velorum. Den har en skenbar magnitud av ca 4,63 och är svagt synlig för blotta ögat där ljusföroreningar ej förekommer. Baserat på parallax enligt Gaia Data Release 2 på ca 20,6 mas, beräknas den befinna sig på ett avstånd på ca 158 ljusår (ca 49 parsek) från solen. Den rör sig bort från solen med en heliocentrisk radialhastighet på ca 6 km/s.

## Egenskaper
Det har rått en viss oenighet om stjärnklassificeringen av HD 79940. År 1975 ansatte S. Maladora spektralklass F5 III, vilket anger en utvecklad stjärna av spektraltyp F, som överensstämmer med en tidigare klassificering (1957) av A. de Vaucouleurs. N. Houk tilldelade den 1979 istället klass F3/5 V, som anger en stjärna i huvudserien av spektraltyp F. Den har en snabb rotation med en projicerad rotationshastighet på 117,2 ± 5,9 km/s, vilket kan förklara varför den felaktigt klassificerades som en spektroskopisk dubbelstjärna 1972.  
Den har en massa som är ca 1,4 solmassor, en radie som är ca 4,4 solradier och har ca 28 gånger solens utstrålning av energi från dess fotosfär vid en effektiv temperatur av ca 6 400 K.
HD 79940 har en svag följeslagare, upptäckt av T.J.J. See 1897, av magnitud 14,50 med en vinkelseparation av 11,3 bågsekunder vid en positionsvinkel på 126° från den ljusare stjärnan.